# Magyarország platinalemezei
Magyarországon a platinalemezeket a Magyar Hangfelvétel-kiadók Szövetsége osztja ki. A platinalemez egy bizonyos mennyiségű eladott példányszám után igényelhető eladási minősítés a hanglemezeknél.

## Platinalemez-példányszám változások
Magyarországon a platinalemez minősítéshez megkívánt példányszám folyamatosan csökken 1992 óta.
| Időszak                 | Példányszámok |
| ----------------------- | ------------- |
| 1992. június 12-ig      | 200 000       |
| 1992. június 12-től     | 100 000       |
| 1997. december 3-tól    | 50 000        |
| 2002. április 23-tól    | 30 000        |
| 2005. február 23-tól    | 20 000        |
| 2006. szeptember 13-tól | 15 000        |
| 2009. október 1-jétől   | 10 000        |
| 2012. december 12-től   | 4 000         |

## 2000 óta kiadott platinalemezek
A MAHASZ online adatbázisa csak a 2000 után kiosztott platinalemezeket tartalmazza.

### Platina
- ABBA: Gold – Greatest Hits
- AC/DC: Iron Man 2
- Adagio: Adagio
- Adagio: Érintés
- Adagio: Gold
- Ákos: 40+
- Ákos: Andante
- Ákos: A katona imája
- Ákos: Indiántánc
- Ákos: Még közelebb[3]
- Ámokfutók: A szerelem hajnalán
- Amy Winehouse: Back to Black
- Andrea Bocelli: Amore
- Andrea Bocelli: Incanto
- Andrea Bocelli: My Christmas
- Andrea Bocelli: Romanza
- Andrea Bocelli: Sentimento
- Bagdi Bella: Előttem legyen mindig út
- Balázs Pali: Nem adom kölcsön a szívem
- Balázs Pali: Romantikus slágerek
- Bereczki Zoltán és Szinetár Dóra: Duettkarácsony
- Bereczki Zoltán és Szinetár Dóra: Musical Duett 2.
- Besh o droM: Macsóhímzés
- Bódi Guszti és a Fekete Szemek: Aranyos hintók
- Bódi Guszti és a Fekete Szemek: Nem én lettem hűtlen
- Budapest Bár: Volume 1
- BÚJJ-BÚJJ ZÖLD ÁG: Óvodások Aranyalbuma
- CARAMEL: Dalok
- CHRISTINA AGUILERA: Back to Basics
- CHRISTINA AGUILERA: Stripped
- CRYSTAL: Két utazó
- CSERHÁTI ZSUZSA: Életem zenéje – Best Of
- DEPECHE MODE: Playing the Angel
- DEPECHE MODE: Best of Vol 1.
- DÉS-BEREMÉNYI-BÁSTI-CSERHALMI-KULKA-UDVAROS: Férfi és nő
- DESPERADO: Gyere és álmodj
- DESPERADO: Kívánhatsz bármit
- DIANA KRALL: Quiet Nights
- DIANA KRALL: The Very Best Of
- DOLHAI ATTILA: Olasz szerelem
- DUPLA KÁVÉ: 5
- DUPLA KÁVÉ: Se veled, se nélküled
- ERIC CLAPTON: Me & Mr Johnson
- EROS RAMAZZOTTI: Ali E Radici / Alas Y Raices
- EVANESCENCE:Fallen
- FEKETE VONAT: A város másik oldalán
- FIESTA:A tűzön át
- FIESTA:Puerto Rico
- FILMZENE:Alexander
- FILMZENE:Honfoglalás
- FÜSTIFECSKÉK:Minden út romába vezet
- GANXSTA ZOLEE ÉS A KARTEL:Egyenesen a gettóból
- GÁSPÁR LACI:Hagyd meg nekem a dalt
- GHYMES:Héjavarázs
- GHYMES:Rege
- GIPSY KINGS:Greatest Hits
- GROOVEHOUSE:Hajnal
- GROOVEHOUSE:Ébredj mellettem
- HALÁSZ JUDIT:Csiribiri
- HALÁSZ JUDIT:Hívd a nagymamát!
- HALÁSZ JUDIT:Szeresd a testvéred!
- HEVIA:Tierra de Nadine
- HOFI GÉZA:1400
- HOLDVIOLA:Madárka
- HOOLIGANS:Szenzáció
- HORGAS ESZTER:Ő és Carmen
- IL DIVO:Ancora
- IL DIVO:Il Divo
- IRIGY HÓNALJMIRIGY:Bazi nagy lagzi
- IRIGY HÓNALJMIRIGY:Flúgos Futam
- IRIGY HÓNALJMIRIGY:K.O. Média
- IRIGY HÓNALJMIRIGY:Snassz Vegas
- KASZÁS ATTILA:Kit ringat a bölcső, Janikát
- KOVÁCS `NAGYEMBER` LÁSZLÓ:Juventus Mix 5.
- KYLIE MINOGUE:Fever
- LADY GAGA:The Fame / The Fame Monster
- LAJCSI & BÓDI GUSZTI ÉS A FEKETE SZEMEK:Bulizzunk ma együtt
- LINKIN PARK:Hybrid Theory
- LUCIANO PAVAROTTI:Pavarotti Forever
- MÁGA ZOLTÁN:A királyok hegedűse
- MÁRIÓ:Csalogány
- MATYI ÉS A HEGEDŰS:50 pengő
- MATYI ÉS A HEGEDŰS:Necsi-Necsi
- Mc HAWER & TEKKNŐ:Bye bye lány
- Mc HAWER & TEKKNŐ:Kimegyek a temetőbe
- Mc HAWER & TEKKNŐ:Ma este mulatunk!
- Mc HAWER & TEKKNŐ:Mikor a vodka a fejembe száll
- Mc HAWER & TEKKNŐ:Táncolj cigánylány
- MEGASZTÁR:Megasztár 2005
- MESE:Mese-ház 2.
- METALLICA:Death Magnetic
- MICHAEL JACKSON:Dangerous
- MUSICAL:High School Musical 2.
- MUSICAL:High School Musical 3.
- MUSICAL:Roméo & Juliette
- NAGYECSEDI FEKETE SZEMEK:Bilincs a szívemen
- NAGYECSEDI FEKETE SZEMEK:Egy bűnöm van
- NAGYECSEDI FEKETE SZEMEK:Szeretlek, szeretlek
- NÁKSI vs. BRUNNER:Club Sandwich 5.
- NATALIA OREIRO:Natalia Oreiro
- NATALIA OREIRO:Tu Veneno
- NOX:Bűvölet
- NOX:Karácsony
- OLÁH IBOLYA:Édes méreg
- OLÁH IBOLYA:Egy sima, egy fordított
- OSSIAN: Lélekerő
- OSSIAN: A Reményhozó
- OSSIAN: Fényárban és félhomályban
- OSSIAN: Az igazi szabadság
- OSSIAN: 30 év legszebb balladái
- PALYA BEA:Én leszek a játékszered
- PINK:I`m Not Dead
- PRESSER GÁBOR:A padlás
- PRESSER GÁBOR:Tizenkettő
- PRINCESS:Hegedűvarázs
- PRINCESS:Táncok bűvöletében
- QUEEN:Absolute Greatest
- RAPÜLŐK:Rapeta
- RAPÜLŐK:Rapülők
- RÉVÉSZ SÁNDOR:Változtam
- RIHANNA:Good Girl Gone Bad
- ROBBIE WILLIAMS:Intensive Care
- ROMANTIC:A Kelet fényei
- ROMANTIC:Nap, Hold, Csillagok
- RÚZSA MAGDI:T-Mobile Kapcsolat Koncert
- RÚZSA MAGDI:Tizenegy
- SANTANA:Ultimate Santana
- SHAKIRA:Fijacion Oral
- SHAKIRA:Laundry Service
- SHAKIRA:Oral Fixation Vol. 2.
- STING:If On A Winter`s Night
- SUB BASS MONSTER:Félre az útból
- SUGARLOAF:Nő a baj!
- SZABÓ GYULA:A nagy mesemondó 2.
- SZEKERES ADRIEN:Olyan, mint Te
- TANKCSAPDA:A legjobb mérgek - Best of 1989-2004
- TANKCSAPDA:Minden jót
- TANKCSAPDA:Mindenki vár valamit
- TNT:Bumm, Bumm
- TNT:Egyetlen szó
- TNT:Három
- U2:18 Singles
- U2:No Line On The Horizon
- USHER:Confessions
- V-TECH:Álmodoztam
- V-TECH:Búcsúzz el
- V-TECH:Nem szabad sírni
- V-TECH:Vétkezz velem
- VÁLOGATÁS:Club Sandwich 6 - Az eredeti íz!
- VÁLOGATÁS:Dancissimo 2006
- VÁLOGATÁS:Juventus Mix vol. 3.
- VÁLOGATÁS:Nagy hazai házibuli lemez
- VÁLOGATÁS:Nagy mulatós lemez
- VÁLOGATÁS:Nagy Mulatós Lemez 2.
- VÁLOGATÁS:Nagy mulatós lemez 2004
- VÁLOGATÁS:Nagy mulatós lemez 2005
- VÁLOGATÁS:Snowdance 2004
- VARRÓ-PRESSER:Túl a Maszat-hegyen
- ZÁMBÓ JIMMY:1958-2001
- ZÁMBÓ JIMMY:Karácsony Jimmyvel
- ZENEOVI:Zeneovi
- ZORÁN:Az elmúlt 30 év
- ZORÁN:Koncert - Budapest Sportaréna 2003
- ZSÉDENYI ADRIENN:Ünnep
- ZSÉDENYI ADRIENN:Zséda-Vue

### Dupla platina
- AC/DC: Black Ice
- Ákos: Még egyszer
- Andrea Bocelli: My Christmas
- Andrea Bocelli: Vivere - Greatest Hits
- Bereczki Zoltán - Szinetár Dóra: Musical duett
- BIZEK EMI:Álomszép
- Caramel: Nyugalomterápia
- DUPLA KÁVÉ:Ha nem tudom, nem fáj
- Eminem: The Eminem Show
- Eros Ramazzotti: E2
- Fiesta: Hozzám tartozol
- George Michael: Twenty Five
- Hofi Géza: Hegedűs a háztetőn - musicalrészletek
- Irigy Hónaljmirigy: Ráncdalfesztivál
- Madonna: Confessions On A Dancefloor
- MÁRIÓ: Hol a szerelem?
- MÁRIÓ: Sárgarózsa
- Michael Jackson: This Is It
- Nelly Furtado: Loose
- NOX: Ragyogás
- NOX: Örömvölgy
- Ossian: Lélekerő
- Palya Bea: Adieu les complexes
- Palya Bea: Egyszálének
- Princess: A hegedű hercegnői
- Robbie Williams: Rudebox
- Rúzsa Magdi: Ördögi angyal
- Sade: Soldier of Love
- Szabó Gyula: A nagy mesemondó
- TNT: Unplugged
- VÁRADI ROMA CAFÉ: Espresso
- Zámbó Jimmy: Dalban mondom el

### Tripla platina
- Rúzsa Magdi: A döntőkben elhangzott dalok
- VÁRADI ROMA CAFÉ: Isten hozott a családban
- Tankcsapda: Dolgozzátok fel!

### Négyszeres platina
- Csík zenekar: Ez a vonat, ha elindult, hadd menjen...
- Márió: A harmonikás
- Varnus Xavér: From Ravel to Vangelis
- Manuel: Idegen

### Ötszörös platina
- FILMZENE:Mamma Mia!
- Tankcsapda: Rockmafia Debrecen[4]
- Omar Basir Magyar Iraki művész A lant hercege lemezei
- Omega - Testamentum

### Hatszoros platina
- Tankcsapda: Urai vagyunk a helyzetnek[5]